# フィリッポ・リッピ
フィリッポ・リッピ（Fra Filippo Lippi, 1406年 - 1469年10月8日）はイタリア、ルネサンス中期の画家。ボッティチェリの師でもあった。
フラ・アンジェリコとともに、15世紀前半のフィレンツェ派を代表する画家であり、元修道士でもある。フラ・アンジェリコが敬虔な修道士であったのとは対照的に修道女と駆け落ちするなど奔放な生活を送ったことで知られる。

## 生涯
フィリッポ・リッピは1406年、フィレンツェの下町の肉屋に生まれた。生年については確かな記録がない。幼くして孤児になったリッピはカルメル会の修道院で育てられ、修道士となった。幼少期から周囲の手を焼かせる勉強嫌いの腕白な性分で、そのため、彼を育てた修道士は彼を絵の道に進ませようと画策した。絵画の師はロレンツォ・モナコとされているが、フィレンツェの先輩画家で夭折したマサッチオの作品からも影響を受けている（マサッチオはリッピが所属していたカルミネ派の教会に代表作『貢の銭』などの壁画を描いていた）。リッピの初期の作品にはゴシック風の堅さがあるが、やがて、マサッチオ風の現実感ある空間・人体表現が現われる。聖母像などに見る甘美な女性像はリッピの特色である。
1452年、リッピはフィレンツェの北西20キロにあるプラートの大聖堂の壁画制作を委嘱され、1464年頃までこの仕事に携わっている。洗礼者ヨハネ伝と聖ステファノ伝を主題としたこの壁画は現存し、リッピの代表作と見なされている。この壁画制作期間中の1456年にはプラートのサンタ・マルゲリータ修道院の礼拝堂付き司祭に任命されている。同年、リッピはサンタ・マルゲリータ修道院の当時23歳の修道女ルクレツィア・ブティを祭礼の混雑にまぎれて誘い出し、自宅に連れ去った。当時リッピは50歳前後の壮年である。1457年頃には2人の間に息子フィリッピーノ・リッピが生まれている。このことは当然問題となり、リッピは告発されて修道院に出入り禁止となった。しかし、芸術家に援助を惜しまなかったメディチ家の当主コジモ・デ・メディチのとりなしにより、彼らは教皇から正式に還俗を許され、正式の夫婦となった。リッピの描くマリアやサロメのモデルはルクレツィアだとされている。
1467年、壁画制作のためイタリア中部のスポレートに妻子を伴って移り住み、2年後、壁画の完成を見ずに同地で没した。

## ギャラリー

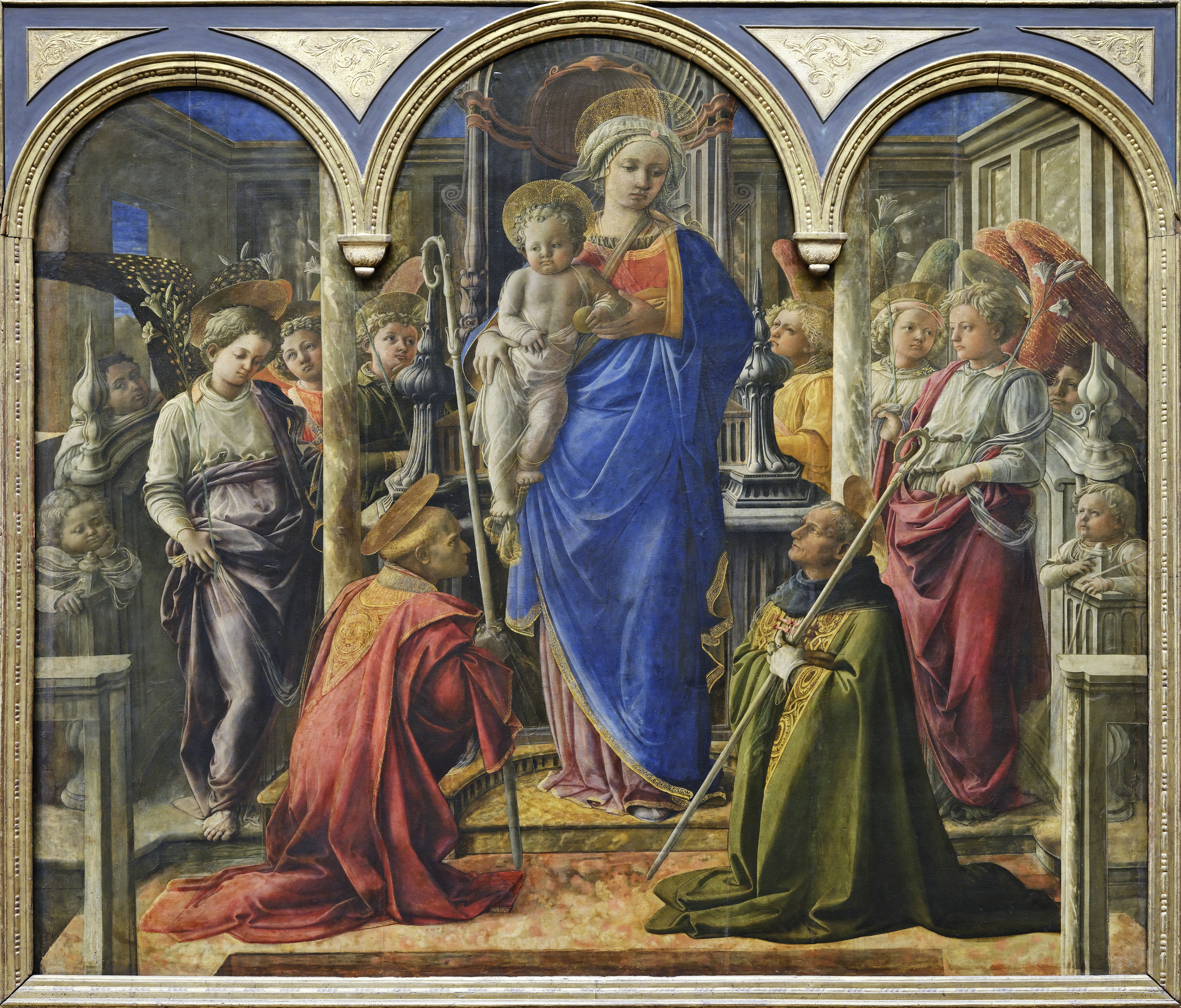
『バルバドーリ祭壇画』 (1438年、ルーヴル美術館、パリ)
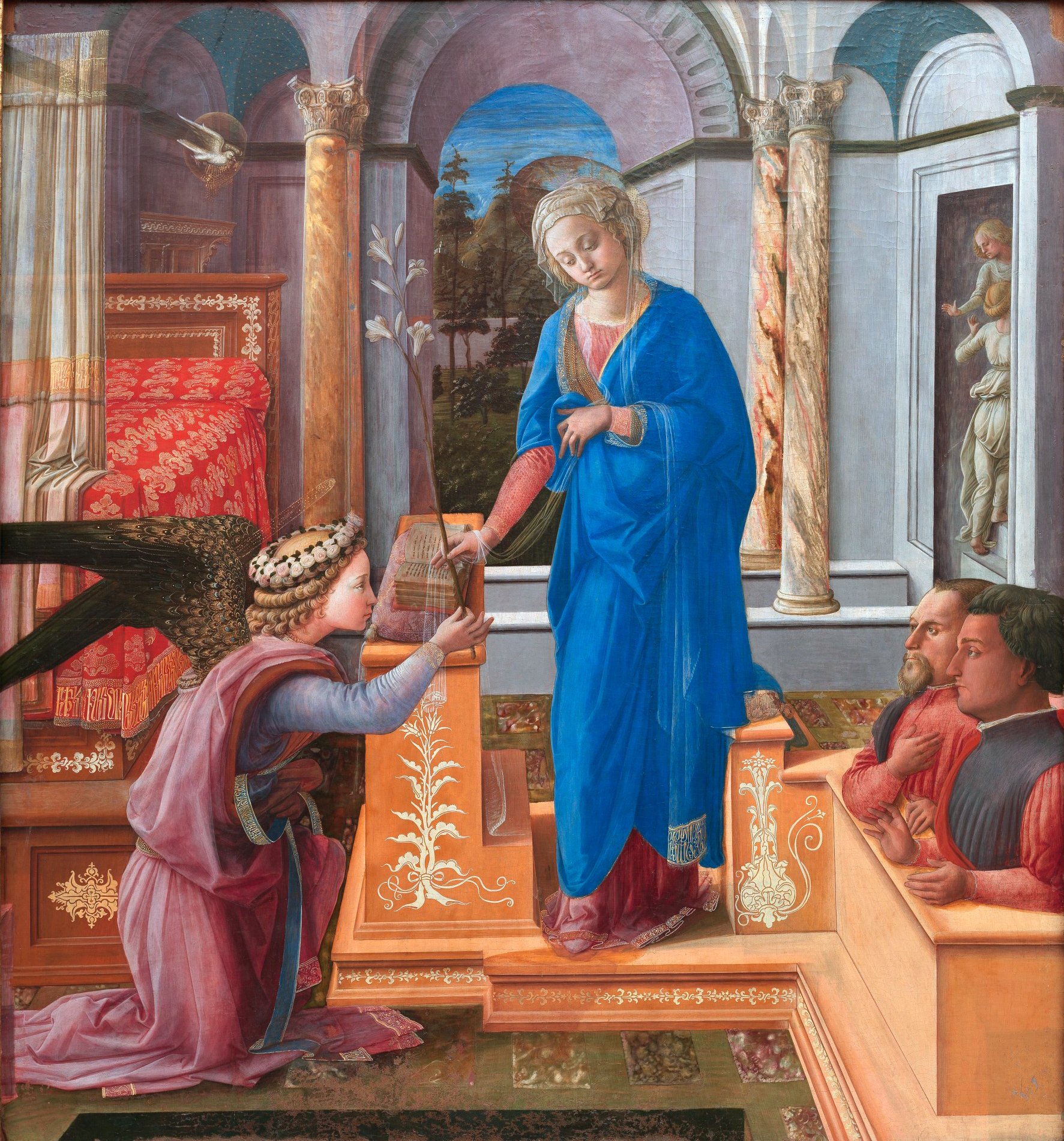
『二人のひざまずく寄進者のいる受胎告知』（1440-1445年頃、ローマ、バルベリーニ宮）
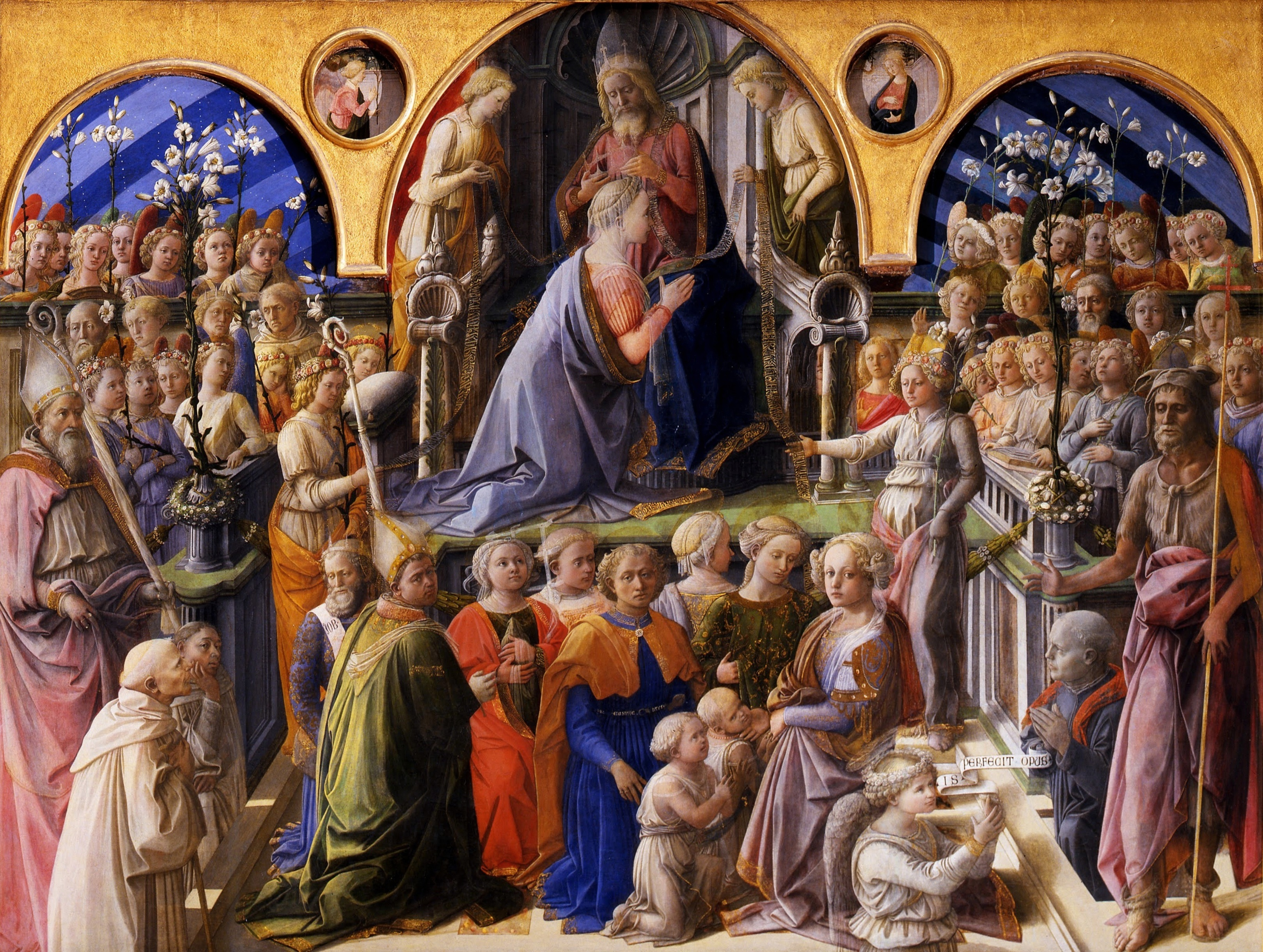
『聖母戴冠』（1441-44年頃、ウフィツィ美術館）
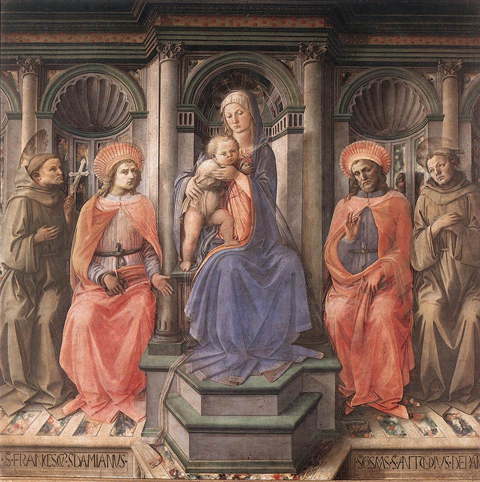
『ノヴィツィアート祭壇画』（1440-4\5年頃、ウフィツィ美術館）
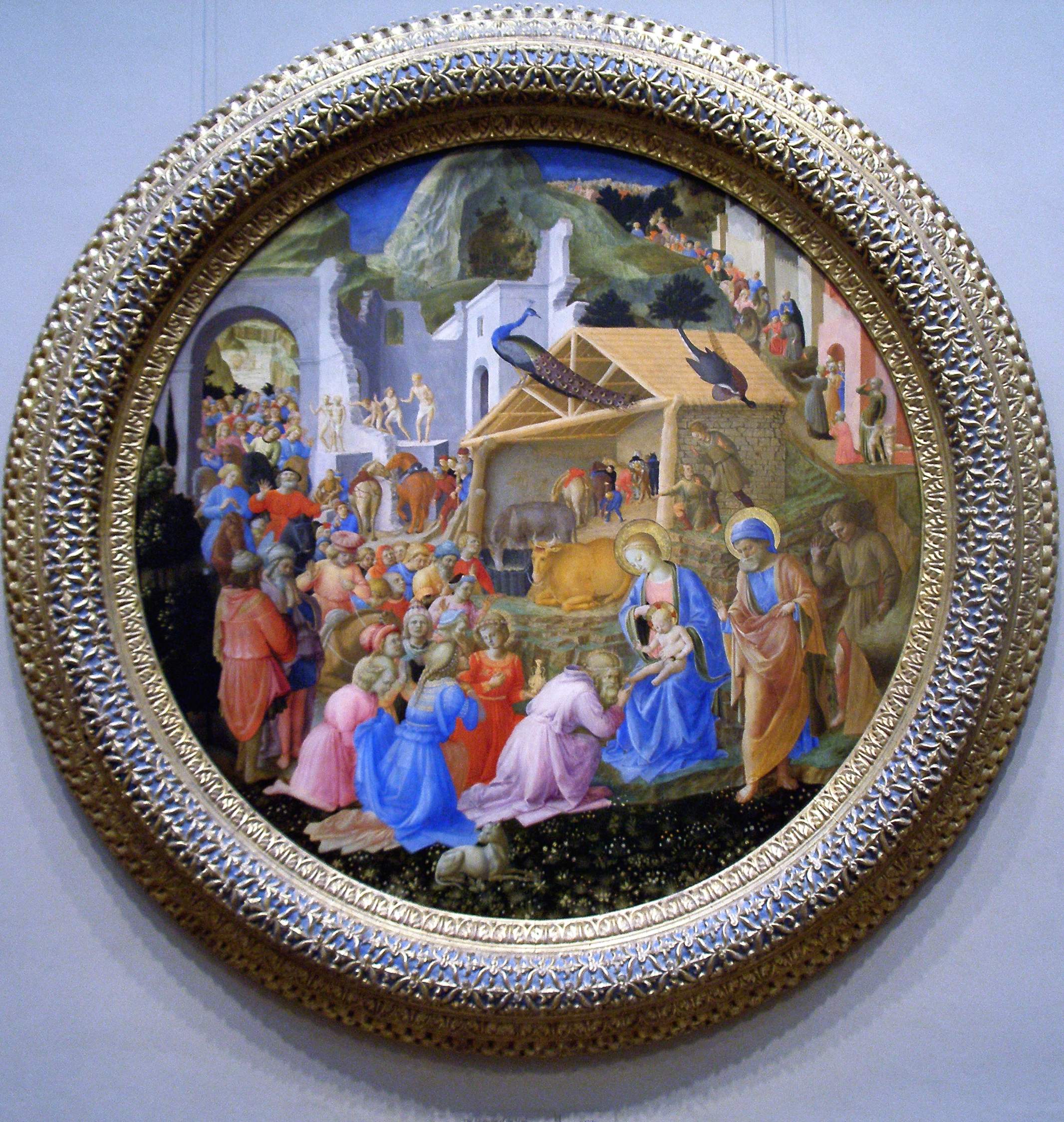
『東方三博士の礼拝』（1440-60年頃、ワシントン、ナショナル・ギャラリー）
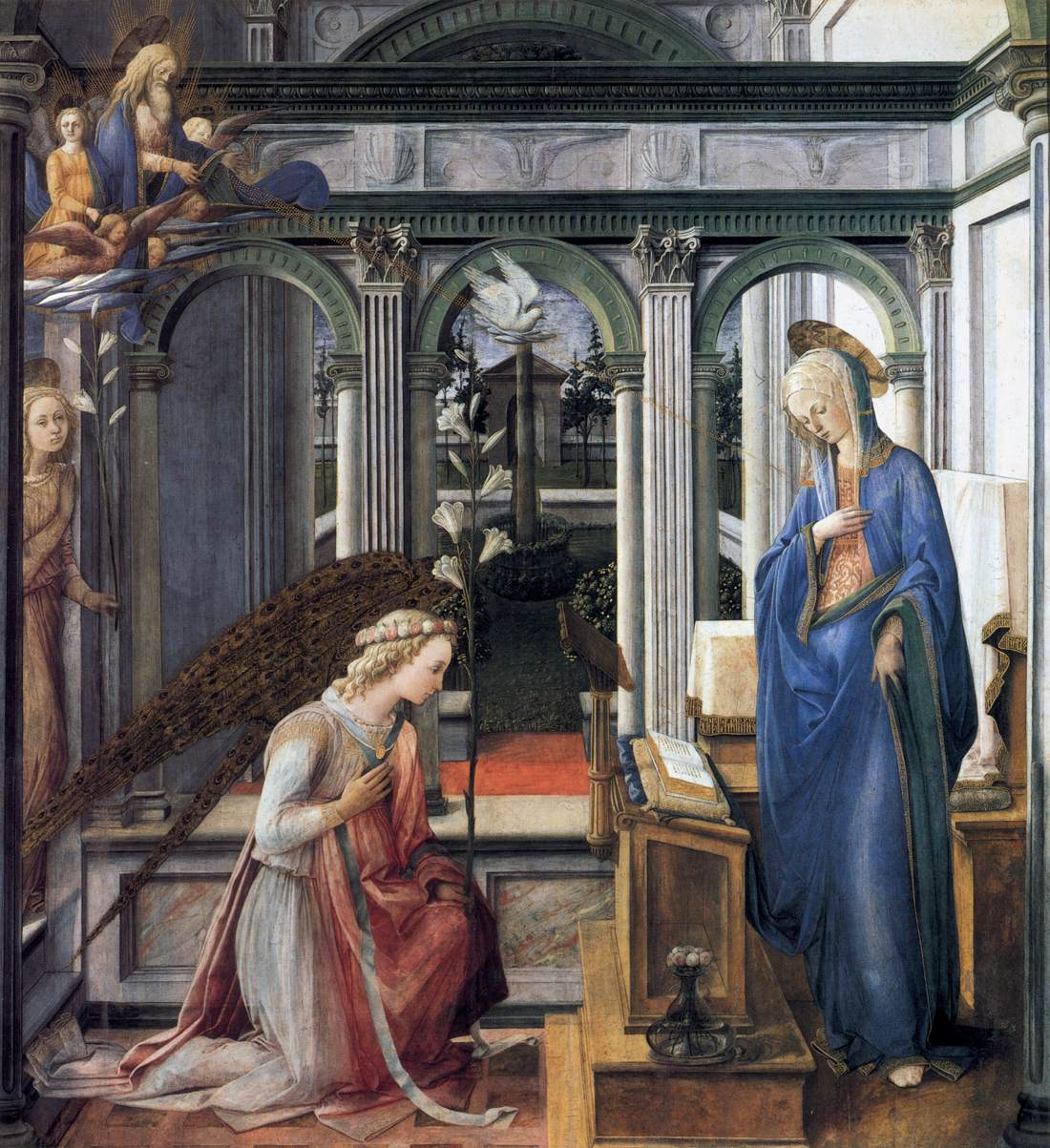
『受胎告知』（1440年代、アルテ・ピナコテーク）
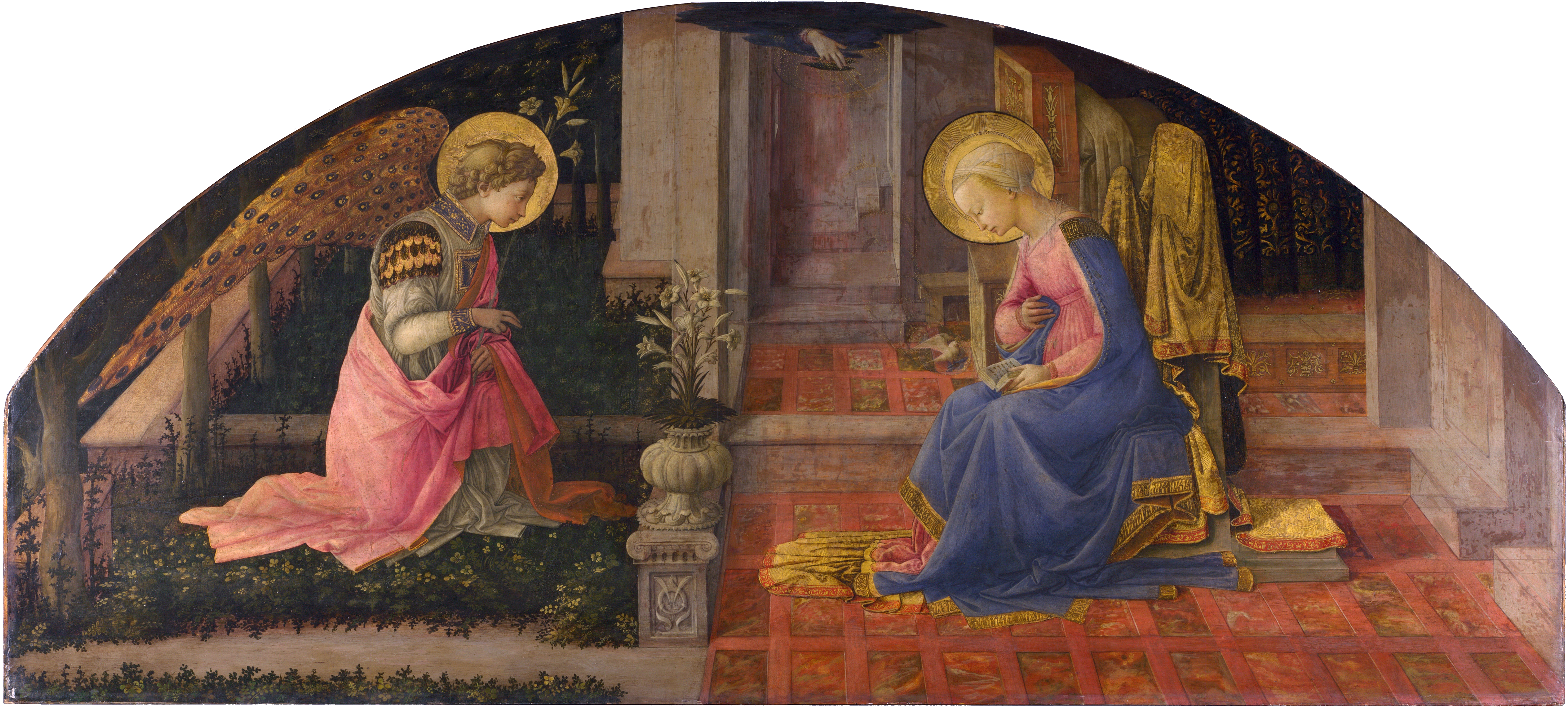
『受胎告知』（1450年代、ロンドン、ナショナル・ギャラリー）
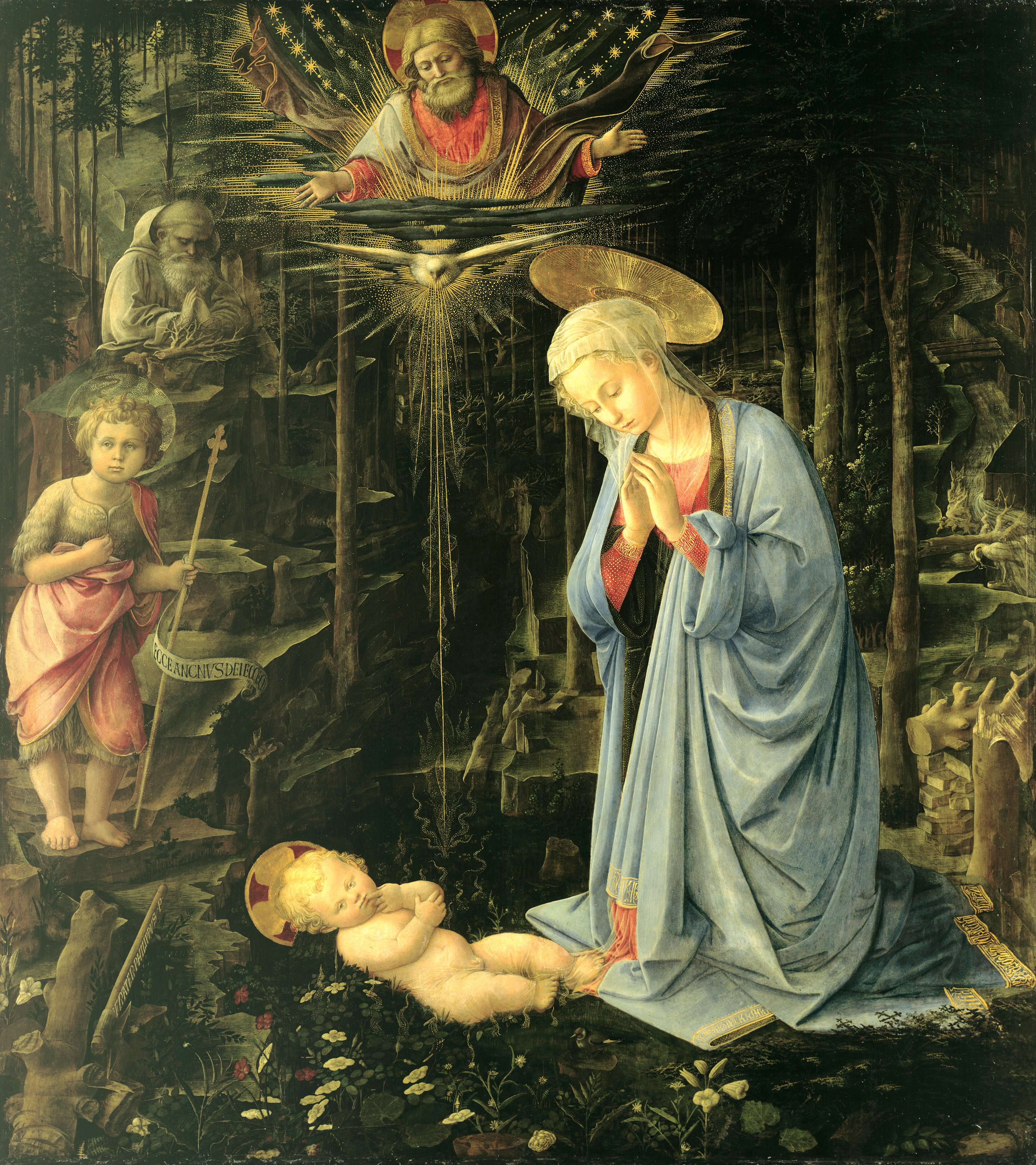
『神秘の降誕』（1459年、ベルリン絵画館）
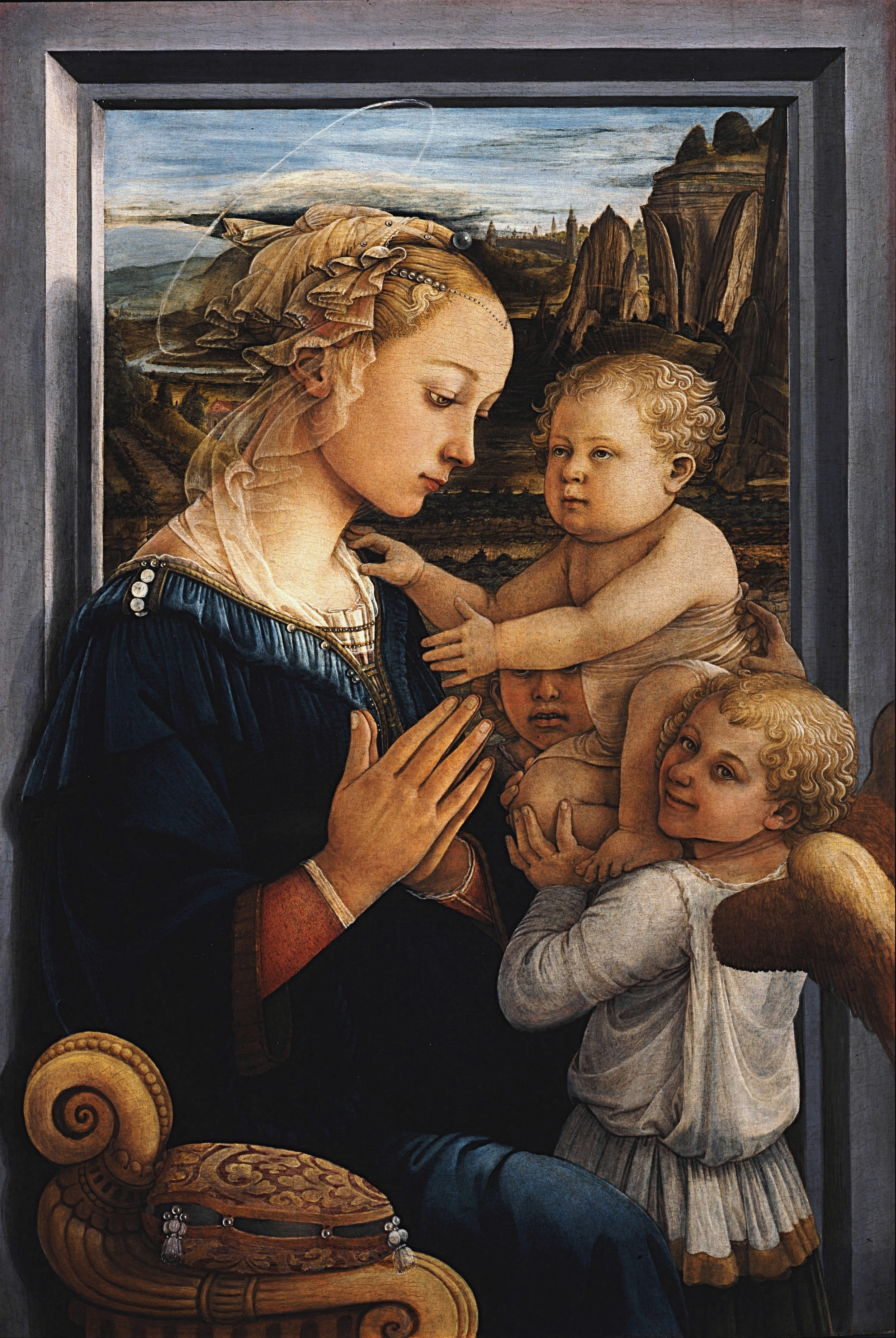
『聖母子と二天使』[注 1] (1465年、ウフィツィ美術館、フィレンツェ）